# Impedancia acústica
La impedancia acústica (Z) es la resistencia que opone un medio a las ondas sonoras que se propagan sobre este y por lo tanto es equivalente a la impedancia eléctrica, es decir una forma de disipación de energía de las ondas que se desplazan en un medio. Se define como la razón entre la presión sonora (p) y la velocidad de las partículas (v) de un medio material. La impedancia acústica es una propiedad de estado intensiva.
{\displaystyle Z={\frac {p}{v}}}
La impedancia característica de un material puede calcularse como el producto entre la densidad ({\displaystyle \rho }) y la velocidad del sonido (c) en el material (c = 344 m/s, únicamente cuando las ondas sonoras se propagan en el aire, no cuando se propagan en otros materiales como cuerdas o barras).
{\displaystyle Z_{0}=\rho \cdot c}
Es importante no confundir v (velocidad de las partículas) con c (velocidad del sonido).
El nombre de 'impedancia acústica' viene de la analogía con la ley de Ohm de teoría de circuitos, con lo que se enuncia una 'ley de Ohm acústica', en la que la presión sonora juega el papel de un potencial eléctrico y la velocidad v el de una corriente eléctrica.
Otra relación útil es:
{\displaystyle Z={\frac {J}{v^{2}}}={\frac {p^{2}}{J}}}
donde J es la intensidad sonora y juega un papel análogo a aquel de la potencia eléctrica.

## Impedancia de un tubo unidimensional
Consideremos un campo acústico unidimensional, que se extiende sobre eje {\displaystyle x} y se encuentra excitado por un pistón, el cual oscila armónicamente según la ley {\displaystyle \xi =\xi _{0}e^{j\omega t}}.
El campo acústico en cuestión respeta una ecuación de onda del tipo:
{\displaystyle {\frac {1}{c^{2}}}{\frac {\partial ^{2}p}{\partial t^{2}}}-{\frac {\partial ^{2}p}{\partial x^{2}}}=0}
Por supuesto, si el fluido se considera sin viscosidad y además existe una ausencia de movimiento macroscópico de sus partículas, este puede ser modelado por una simplificación de la ecuación de Navier-Stokes.
{\displaystyle \rho {\frac {\partial v}{\partial t}}=-{\frac {\partial p}{\partial x}}}
Evidentemente, la solución del campo acústico está determinada por una Condición de frontera de Neumann, es decir, como el fluido en inmediato contacto con el pisto comparte la velocidad de este, la derivada parcial de la presión respecto a {\displaystyle x} es un dato en la frontera {\displaystyle x=0}. Esto se conoce como condición de frontera.
Por ser {\displaystyle p} una onda viajante, esta debe tener la forma {\displaystyle p=p_{0}e^{j(\omega t-kx)}}. Esto nos permite poner en evidencia la relación:
{\displaystyle \left(p=p_{0}e^{j(\omega t-kx)}\land \xi =\xi _{0}e^{j\omega t}\land v=v_{0}e^{j\omega t}=j\omega \xi \right)\Rightarrow \rho j\omega v_{0}e^{j\omega t}=jkp_{0}e^{j\omega t}}
Por lo cual podemos escribir la intensidad del campo acústico como:
{\displaystyle p_{0}={\frac {\rho \omega v_{0}}{k}}}
o también gracias a {\displaystyle kc=\omega }:
{\displaystyle p_{0}=\rho cv_{0}}
El campo excitante, es decir, el pistón, se encuentra ejerciendo una presión {\displaystyle p_{0}} sobre un fluido, y logra darle a este una velocidad {\displaystyle v_{0}}, observase que la impedancia acústica es:
{\displaystyle Z={\frac {p}{v}}=\rho c}

## Impedancia de un oscilador armónico
Consideremos un pistón conectado a un resorte y a un amortiguador, a manera de oscilador armónico lineal, el cual posee una superficie bañada por un fluido que sirve de medio para el campo acústico {\displaystyle p=p_{0}e^{j(\omega t-kx)}}, que forzará al oscilador.
El campo acústico sufrirá un rebote al chocar contra el pistón, por lo cual es correcto considerar a este como
{\displaystyle p=p_{0}e^{j(\omega t-kx)}+p_{r}e^{j(\omega t+kx)}}
el campo acústico está igualmente excitado por el pistón, y se cumple la relación
{\displaystyle \rho {\frac {\partial v}{\partial t}}=-{\frac {\partial p}{\partial x}}}
por lo cual podemos escribir en {\displaystyle x=0}:
{\displaystyle \rho {\frac {d^{2}\xi }{dt^{2}}}=-\left({\frac {\partial p}{\partial x}}\right)_{x=0}}
{\displaystyle \rho {\ddot {\xi }}=j\left(p_{0}-p_{r}\right)k}
Entonces el campo acústico está dado por:
{\displaystyle p(x,t)=p_{o}\left(e^{-jkx}+e^{jkx}\right)e^{j\omega t}+{\frac {j\rho c{\ddot {\xi }}}{\omega }}e^{j(\omega t+kx)}}
en {\displaystyle x=0} tenemos que la ecuación del oscilador es:
{\displaystyle m{\ddot {\xi }}+r{\dot {\xi }}+s\xi =2p_{0}e^{j\omega t}+{\frac {j\rho c{\ddot {\xi }}}{\omega }}}
La solución de esta ecuación diferencial lineal debe ser forzosamente {\displaystyle \xi =\xi _{0}e^{j\omega t}}.
Por lo cual:
{\displaystyle \xi _{0}\left[-m\omega ^{2}+j\omega r+s+j\omega \rho c\right]=2p_{o}A}
Por ser {\displaystyle \xi _{0}={\frac {v_{0}}{j\omega }}}
{\displaystyle Z={\frac {p}{v}}=\left({\frac {-m\omega ^{2}+s}{j\omega }}\right)+r+\rho c}

## Impedancia de un campo acústico bidimensional
Supongamos una placa infinita que excita a un fluido gracias a que en esta viaja una onda monocromática, la cual describe al campo de velocidades como
{\displaystyle v=v_{0}e^{j(\omega _{0}-k_{x}x)}}
Esta será la condición de contorno sobre el medio acústico perteneciente al semiplano {\displaystyle y>0}, ya que las partículas en inmediato contacto con la placa deben compartir la velocidad de esta.
El campo acústico está regido por la ecuación:
{\displaystyle {\frac {1}{c^{2}}}{\frac {\partial ^{2}p}{\partial t^{2}}}-{\frac {\partial ^{2}p}{\partial x^{2}}}-{\frac {\partial ^{2}p}{\partial y^{2}}}=0}

## Unidades
La impedancia acústica (Z) se mide en Pa·s/m. Esta unidad se define como rayl.
Para las otras magnitudes empleadas arriba:
p (presión sonora): se mide en N/m² = Pa = Pascal.

v (velocidad de las partículas): se mide en m/s.

ρ (densidad del aire): se mide en kg/m³

J (intensidad sonora): se mide en W/m².